# Acropyga rutgersi
Acropyga rutgersi är en myrart som beskrevs av Buenzli 1935. Acropyga rutgersi ingår i släktet Acropyga och familjen myror. Inga underarter finns listade i Catalogue of Life.